# U-986
Unterseeboot 986 foi um submarino alemão do Tipo VIIC, pertencente a Kriegsmarine que atuou durante a Segunda Guerra Mundial.

## Comandantes
| Comandante              | Data                                     |
| ----------------------- | ---------------------------------------- |
| Oblt. Karl-Ernst Kaiser | 1 de julho de 1943 - 17 de abril de 1944 |

## Subordinação
Durante o seu tempo de serviço, esteve subordinado às seguintes flotilhas:
| Período                                      | Flotilha                                  |
| -------------------------------------------- | ----------------------------------------- |
| 1 de julho de 1943 - 29 de fevereiro de 1944 | 5. Unterseebootsflottille (treinamento)   |
| 1 de março de 1944 - 17 de abril de 1944     | 6. Unterseebootsflottille (serviço ativo) |

## Operações conjuntas de ataque
O U-986 participou das seguinte operações de ataque combinado durante a sua carreira:
- Rudeltaktik Preussen (2 de março de 1944 - 22 de março de 1944)